# Calao à cou roux
Aceros nipalensis
Espèce
Statut de conservation UICN

 VU A2cd+3cd+4cd : Vulnérable
Statut CITES
Le Calao à cou roux (Aceros nipalensis) est une espèce d'oiseau asiatique appartenant à la famille des Bucerotidae.

## Répartition
Cette espèce vit au Bhoutan, dans le nord-est de l'Inde, en Chine (ouest et sud du Yunnan), dans l'ouest et le sud du Myanmar, au nord et à l'ouest de la Thaïlande, au nord du Laos et au nord-ouest du Vietnam. Il est localement éteint au Népal en raison de la chasse et d'une importante perte d'habitat. Il reste moins d'une dizaine de milliers d'individus à l'état sauvage. Bien qu'il s'agisse principalement d'un oiseau des forêts de crêtes et de collines, principalement des forêts de feuillus d'altitude, il a également été enregistré dans des forêts sèches. Les arbres préférés pour la période de nidification, de mars à juin, sont hauts et ont une large circonférence. Ces communautés de calaos se déplacent d'une forêt à l'autre en fonction des saisons pour se nourrir des arbres fruitiers qui changent avec les conditions locales.

## Description
La tête, le cou et la partie inférieure du corps du mâle sont de couleur rousse, avec une coloration plus profonde sur les flancs et l'abdomen. Les primaires médianes et la moitié inférieure de la queue sont terminées en blanc. Le reste du plumage du calao est d'un vert foncé brillant et noir. Les plumes de la partie inférieure de la queue sont de couleur châtain mélangé à du noir.
La femelle est noire, à l'exception de la partie terminale de sa queue et des extrémités des primaires médianes, qui sont blanches. Les calaos juvéniles ressemblent aux adultes du même sexe, mais ils n'ont pas les crêtes à la base du bec supérieur

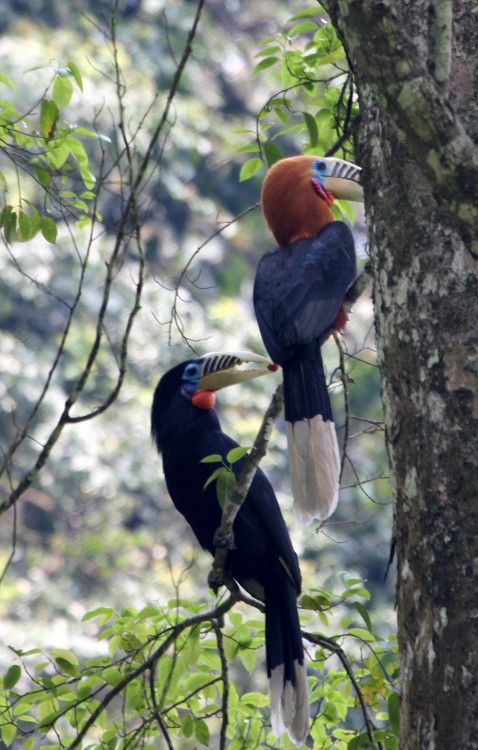
Femelle et Mâle

## Alimentation
Le calao à cou roux mange des fruits, des graines et de petits animaux.

## Reproduction
Comme d'autres grands calaos, la femelle niche dans le creux d'un arbre et s'y enferme pour y pondre et prendre soin des oisillons. Le mâle apporte nourriture par un petit orifice.